# Gay Byrne
Gay Byrne, właśc. Gabriel Mary Byrne (ur. 5 sierpnia 1934 w Dublinie, zm. 4 listopada 2019 tamże) – irlandzki prezenter radiowy i telewizyjny, osobowość telewizyjna.

## Życiorys
Swoją karierę rozpoczął w 1958 prowadząc słuchowiska w irlandzkiej rozgłośni Radio Éireann. Pracował również dla brytyjskiej stacji telewizyjnej Granada Television prowadząc program People And Places. W październiku 1962 roku w jego programie miał miejsce debiut telewizyjny The Beatles. 5 lipca 1962 został pierwszym prezenterem sztandarowego programu irlandzkiej telewizji RTÉ One – The Late Late Show. Program prowadził przez 37 lat – do 21 maja 1999 roku. Równocześnie prowadził słuchowiska radiowe. Jednym z bardziej znanych było słuchowisko The Gay Byrne Show nadawane w latach 1973–1998.
W pierwszej dekadzie XXI wieku prowadził okazjonalnie słuchowiska w radiu RTÉ Lyric FM, kilka programów telewizyjnych, występował również w reklamach. W latach 2000–2002 prowadził jeden z sezonów irlandzkiej wersji Who Wants to Be a Millionaire?.
W marcu 2006 został przewodniczącym Road Safety Authority – irlandzkiej organizacji dbającej o bezpieczeństwo na drogach. Przed wyborami prezydenckimi w 2011 roku brał pod uwagę kandydowanie na stanowisko prezydenta jako kandydat niezależny. Jednak niedługo później ogłosił, że nie zamierza się o nie ubiegać.
Od kwietnia 2009 w stacji RTÉ One prowadził własny program pod nazwą The Meaning Of Life.

## Życie prywatne
W 1964 poślubił irlandzką piosenkarkę folkową i harfistkę Kathleen Watkins. Mieli dwie adoptowane córki Suzy i Cronę.

## Nagrody i wyróżnienia
W 1988 roku otrzymał tytuł doctora honoris causa literatury uniwersytetu Trinity College w Dublinie. W lutym 2007 roku otrzymał nagrodę Irish Film & Television Awards za całokształt działalności (Lifetime Achievement Reward).
W 2011 roku, w 50-lecie istnienia telewizji Raidió Teilifís Éireann, Gay Byrne pojawił się na znaczku pocztowym obok dwóch innych osobowości telewizyjnych – Emmy O’Driscoll i Anne Doyle.

## Spuścizna
Uznawany był za osobę będącą katalizatorem przemian irlandzkiego społeczeństwa drugiej połowy XX wieku. Dziennik Irish Examiner określił go jako osobę posiadającą większy wpływ na zmiany w życiu kraju, niż jakikolwiek inny lider polityczny. Postacie jak William Thomas Cosgrave, Éamon de Valera czy John A. Costello były konserwatywne w kwestiach społecznych oraz pozwalały na dyktat Kościoła katolickiego. Byrne rozpoczął rozmawiać publicznie na tematy tabu ówczesnego irlandzkiego społeczeństwa i przełamał podejście do takich spraw jak antykoncepcja, homoseksualizm czy aborcja, za co bywał krytykowany.